# 十念
十念（じゅうねん）とは、浄土教において「南無阿弥陀仏」を十回称える作法のことを言う。
上記の用例が広く知られるが、仏教においては10種類のイメージを行う修行法のことも指し、その10種類とは、念仏、念法、念僧、念戒、念施、念天、念休息、念安般、念身、念死のことを言う。

## 浄土教における十念
浄土教における十念には異説があり、中国・日本では浄土教において無量寿経の第十八願に出る往生の要件としての「乃至十念」が重視される。
浄土教における南無阿弥陀仏の称え方は、様々ある。以下は、その例である。
「四念、四念、二念」と区切る称え方
南無阿弥陀仏 南無阿弥陀仏 南無阿弥陀仏 南無阿弥陀仏（「なむあみだぶ」と称える）
（息継ぎ）
南無阿弥陀仏 南無阿弥陀仏 南無阿弥陀仏 南無阿弥陀仏（「なむあみだぶ」と称える）
（息継ぎ）
南無阿弥陀仏（「なむあみだぶつ」） 南無阿弥陀仏（「なーむあみだぶ」と称える）
「八念、二念」と区切る称え方
南無阿弥陀仏 …（六念）･･･ 南無阿弥陀仏（「なむあみだぶ」と称える）
（息継ぎ）
南無阿弥陀仏（「なむあみだぶつ」） 南無阿弥陀仏（「なーむあみだぶ」と称える）
その他
猊下、台下から念仏を受ける授与十念というものもある。